# Władysław II Jagiełło

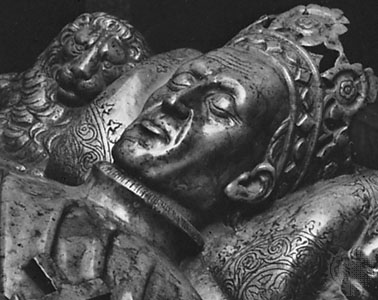
Nagrobek Władysława II Jagiełły na Wawelu, lata 20./30. XV wieku

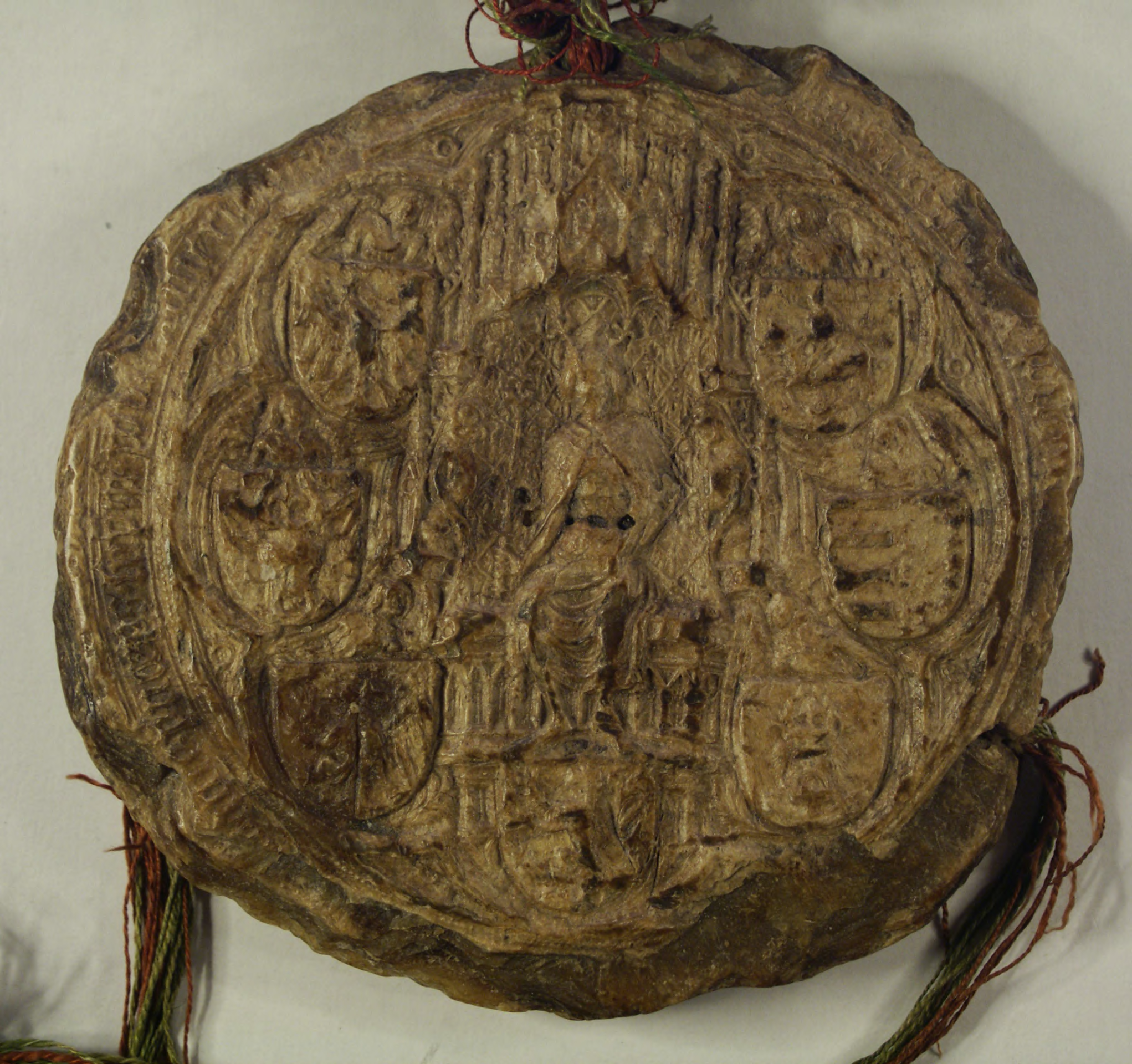
Pieczęć majestatyczna duża Władysława II Jagiełły z 1389 roku

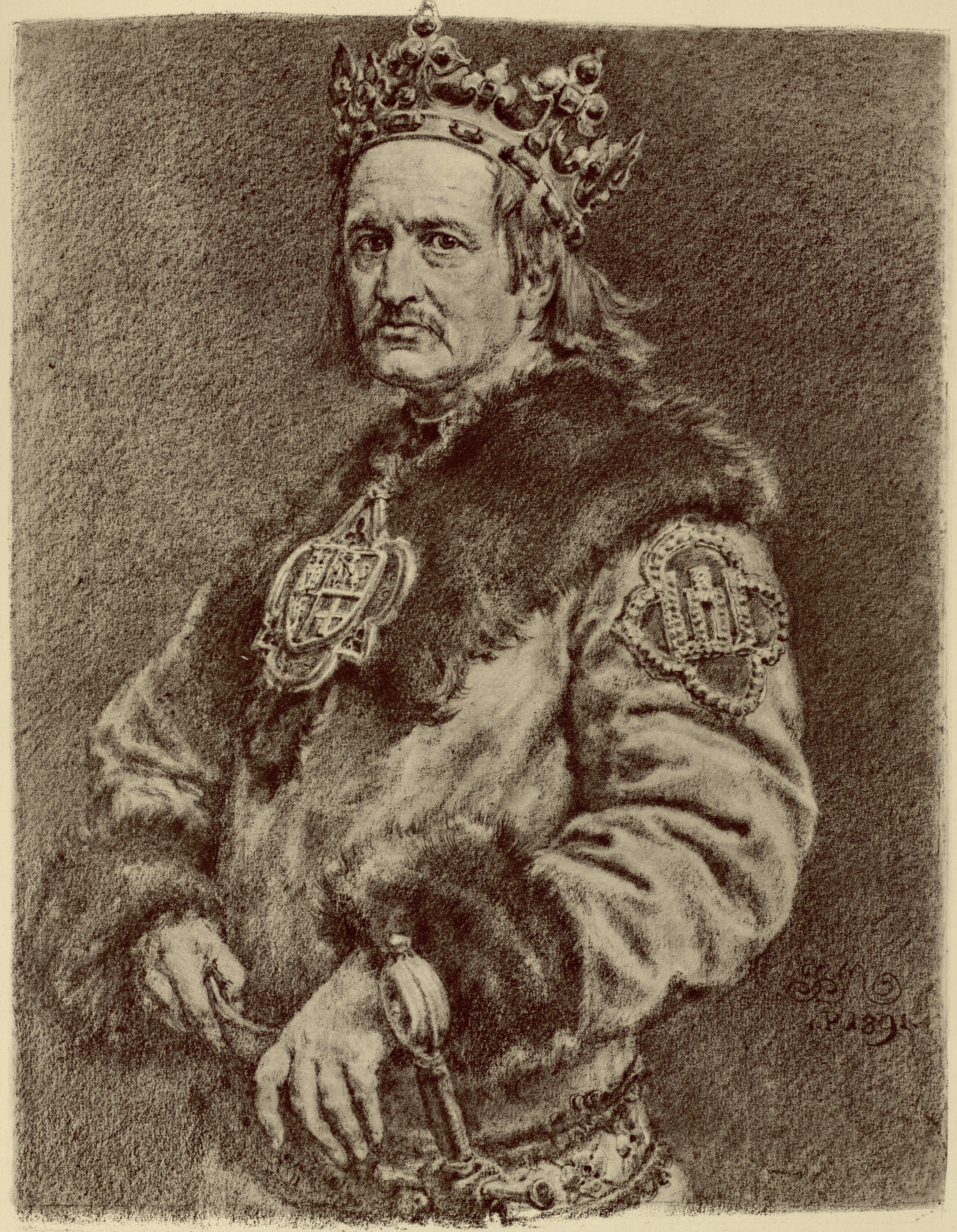
Wyobrażenie Władysława Jagiełły. Rys. Jan Matejko (XIX w.).

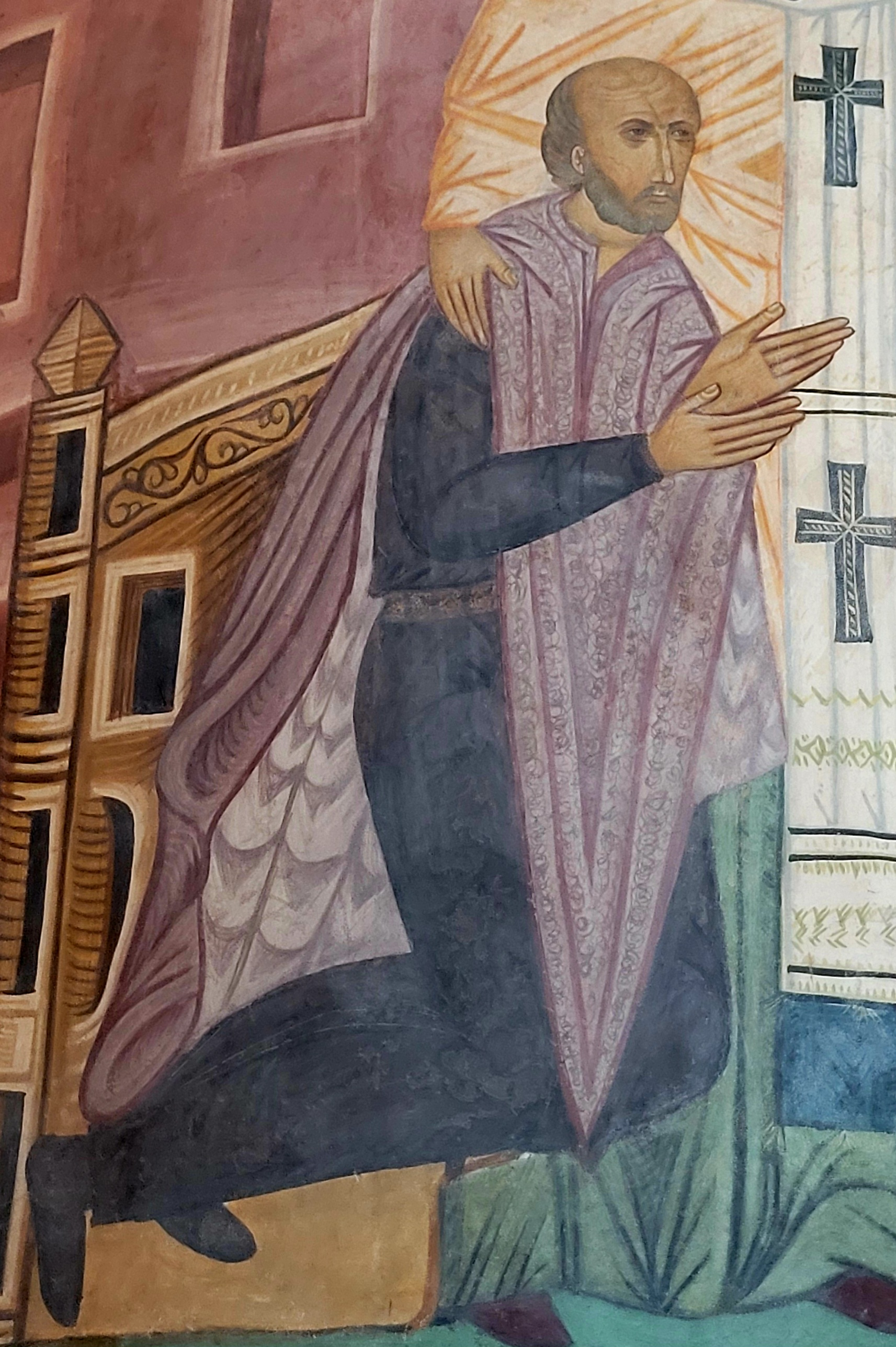
Władysław Jagiełło namalowany przed 1418 r. w kaplicy św. Trójcy na zamku w Lublinie

Władysław II Jagiełło (lit. Jogaila, biał.  Яга́йла ur. ok. 1362 lub ok. 1352, zm. 1 czerwca 1434 w Gródku) – założyciel dynastii Jagiellonów, wielki książę litewski i książę witebski w latach 1377–1381 i 1382–1401, od 1386 iure uxoris król Polski, najwyższy książę litewski 1401–1434. Syn wielkiego księcia Olgierda i jego drugiej żony Julianny, córki księcia twerskiego Aleksandra, wnuk Giedymina. Ojciec królów Władysława III i Kazimierza IV, dziad kanonizowanego Kazimierza. 
Był najdłużej panującym polskim monarchą. Objął tron wielkoksiążęcy w Wilnie po śmierci ojca w 1377. Początkowo wspierany przez swego stryja Kiejstuta, później popadł z nim w konflikt i pozbawił wszelkiej władzy. 14 sierpnia 1385 roku zawarł z Koroną Królestwa Polskiego unię w Krewie, zobowiązując się do przyjęcia chrztu, chrystianizacji Litwy oraz poślubienia królowej polskiej Jadwigi w zamian za tron polski, który objął rok później. W 1401 powierzył bezpośrednią władzę na Litwie swojemu stryjecznemu bratu, księciu Witoldowi, zachowując tytuł najwyższego księcia Litwy (supremus dux Lituaniae).
Prowadził liczne wojny z Zakonem Krzyżackim w tym wielką wojnę (1409–1411) i dowodził zwycięskimi wojskami polsko-litewskimi w bitwie pod Grunwaldem. Pokojami toruńskim i melneńskim uregulował stosunki Korony Królestwa Polskiego i Wielkiego Księstwa Litewskiego z Krzyżakami, dzięki czemu Polska umocniła znacznie pozycje polityczną w Europie, np. na soborze w Konstancji.  Za cenę przywilejów jedleńsko-krakowskich wywalczył sukcesję tronu polskiego dla syna Władysława.

## Wczesne lata
Kwestia daty urodzenia Jagiełły pozostaje sporna. Jeszcze do 1990 roku uznawano, że urodził się on około roku 1352 i taka data funkcjonowała w obiegu naukowym. Wówczas byłby on drugim dzieckiem ze związku księcia litewskiego Olgierda i księżniczki twerskiej Julianny. Po 1990 po próbie rewizji wieku Jagiełły zaistniała data około roku 1362 (zakres lat 1362–1363 lub 1358–1363), a tym samym opowiedziano się za tym, że Jagiełło był szóstym (w kolejności) lub ósmym dzieckiem pary wielkoksiążęcej. Za pierwotnie ustaloną datą urodzin (około 1352) Jagiełły nadal opowiadają się niektórzy badacze. Z dwunastu synów to właśnie Jagielle Olgierd chciał zapewnić następstwo po sobie.
Dziedziczone przez Jagiełłę Wielkie Księstwo Litewskie było zaludnione przez około 2 miliony mieszkańców i obejmowało obszar około 900 tys. km², z czego zaledwie 10% stanowiła Litwa właściwa, pozostałą zaś część – ziemie ruskie. Społeczeństwo litewskie było rozwarstwione na cztery stany: bojarstwo, mieszczaństwo, niezależne feudalnie od bojarstwa włościaństwo oraz czeladź niewolną, składającą się z jeńców wojennych. Mieszczaństwo nie stanowiło na Litwie wielkiej siły, jako że istniało tam niewiele rozwiniętych ośrodków miejskich.

## Przejęcie władzy na Litwie

### Początek panowania
Państwo litewskie w chwili objęcia władzy przez Jagiełłę było administracyjnie zorganizowane na wzór ruskich księstw, z podziałem na okręgi grodowe zarządzane przez namiestników. Patrymonialną władzę dziedziczną sprawowali wielcy książęta z rodu Giedyminowiczów; w chwili narodzin Jagiełły dwuwładzę sprawowali Olgierd i Kiejstut. Wśród Litwinów dominowały wierzenia pierwotne, powiązane z kultem sił przyrody. Państwo litewskie prowadziło nieustanne wojny z księstwami ruskimi, Polską oraz zakonem krzyżackim. Po śmierci Olgierda w maju 1377 roku Jagiełło został mianowany wielkim księciem litewskim. Znalazł się pod opieką Kiejstuta, który uznał jego zwierzchnictwo i wspomagał w sprawowaniu i utrzymywaniu władzy. Korzystając bowiem z zamieszania powstałego po śmierci Olgierda, w 1377 roku na Litwę (Bełz, Chełm, Horodło) najechała wyprawa polsko-węgierska pod przywództwem Ludwika Andegaweńskiego w odwecie za mający miejsce rok wcześniej najazd Kiejstuta i Lubarta. Litwę nękać zaczęło również państwo krzyżackie. Zimą 1377/1378 roku przeciwko Jagielle wystąpił jego starszy przyrodni brat Andrzej Garbaty, który zbiegł do Moskwy i ściągnął najazd na Litwę wielkiego księcia moskiewskiego Dymitra Dońskiego. Za to Jagiełło usunął Andrzeja z tronu połockiego. W celu załagodzenia sytuacji Jagiełło zawarł rozejm najpierw z Węgrami, a później z Zakonem w 1379 roku.

### Litewska wojna domowa
Jagiełło stopniowo odsuwał się od swego stryja, korzystając z doradztwa brata Skirgiełły i dążąc do prowadzenia niezależnej polityki. W maju 1380 roku zawarł z Zakonem tajny traktat w Dawidyszkach wymierzony w Kiejstuta, na mocy którego zobowiązał się nie wspierać Kiejstuta w przypadku najazdów krzyżackich na zarządzane przez tegoż posiadłości trockie. Dla przeciwwagi wobec coraz groźniejszej Moskwy zawarł również sojusz z chanem Złotej Ordy Mamajem. Wspólna wyprawa przeciwko Dymitrowi Dońskiemu zakończyła się jednak klęską Tatarów w bitwie na Kulikowym Polu (wojska Jagiełły nie wzięły udziału w bitwie). Na domiar złego Kiejstut, zaniepokojony zakulisowymi rozmowami Jagiełły z Zakonem, w październiku 1381 roku zajął Wilno, obalił władzę Jagiełły i wziął go wraz z jego matką i braćmi do niewoli. Za cenę uzyskania wolności Jagiełło miał zrzec się praw do litewskiego tronu na rzecz Kiejstuta i jego syna Witolda.
Gdy na początku 1382 roku Kiejstut wyruszył na wyprawę przeciwko Zakonowi i najechał Prusy, Jagiełło namówił mieszczan Wilna do buntu i zajęcia miasta. Prowadzili oni bowiem interesy z Rygą, które mogły układać się tylko w trakcie pokoju z Zakonem. Jagiełło odzyskał władzę i kontrolę nad sytuacją w państwie. W lipcu zawarł pokój z Krzyżakami, a w sierpniu pod pozorem ugody pojmał Kiejstuta oraz Witolda. Stryj został uwięziony w wieży zamku w Krewie, gdzie wkrótce potem zmarł. Witoldowi udało się jednak zbiec z niewoli, po czym wyruszył on na ziemie Zakonu i poprosił marszałka Konrada Wallenroda o interwencję. Mimo groźby kolejnej wojny domowej sytuacja zaczęła obracać się na korzyść Jagiełły; zmarł Ludwik Andegaweński, którego zwierzchnictwo Litwini odrzucili, a Moskwa została rozgromiona przez sprzymierzonego chana Tochtamysza. 1 listopada 1382 roku wielki książę litewski zawarł rozejm z Krzyżakami, ofiarowując im większą część spornej Żmudzi, potrzebnej Zakonowi do połączenia swego terytorium z Inflantami.
Zakon jednak nadal wywierał presję na pogańską Litwę, toteż w 1383 roku Jagiełło doprowadził do układu z Dymitrem Dońskim. Zabezpieczywszy wschodnie połacie kraju, Jagiełło mógł skoncentrować się na sprawie krzyżackiej. W lipcu wybuchła wojna z Zakonem, przed którą jeszcze wielki książę dokonał zwrotu we wrogich dotąd relacjach z Polską, przyznając przywileje handlowe mieszczanom lubelskim. Wojna dla Witolda miała niekorzystny przebieg; siły krzyżackie dążące do intronizacji syna Kiejstuta na tronie litewskim zostały rozbite przez Jagiełłę. Witold zdecydował się więc stanąć po stronie Jagiełły i prowadzić wojnę z sojuszniczym dotąd Zakonem.

## Jagiełło królem Polski

### Sojusz z Polską i chrzest

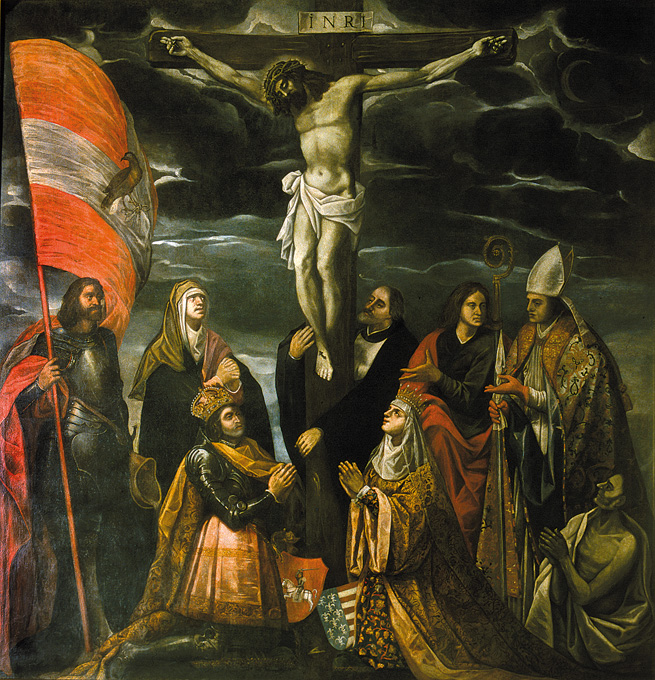
Obraz przedstawiający Władysława i Jadwigę pod krzyżem, autor Tomasz Dolabella, I połowa XVII w.

Nadal dostrzegając zagrożenie ze strony zakonu krzyżackiego, Jagiełło zaczął poszukiwać kolejnego sojusznika w walce z nim. Znalazł go w Królestwie Polskim, na którego tronie w październiku 1384 roku zasiadła Jadwiga Andegaweńska, córka Ludwika. Szlachta polska była zaniepokojona faktem jej zaręczenia z Wilhelmem Habsburgiem, gdyż nie poszukiwano sojusznika w prokrzyżackim obozie habsburskim, a znaczniejsze korzyści dla Korony mogło przynieść małżeństwo Jadwigi z królem poganinem. Stosunki polsko-litewskie zaczęły się ocieplać. 14 sierpnia 1385 roku Jagiełło wystawił akt krewski, w którym zobowiązał się do zawarcia unii personalnej między Koroną a Litwą, poślubienia Jadwigi i chrystianizacji Litwy. 2 lutego 1386 roku w Lublinie na jednym z pierwszych sejmów walnych Jagiełło został wybrany królem Polski. 15 lutego 1386 roku Jagiełło uroczyście przyjął chrzest oraz imię Władysław. Wybór imienia nie był przypadkowy. Św. Władysław był królem węgierskim w XI wieku, szczególnie czczonym na andegaweńskich Węgrzech, a także przez kujawskich Piastów i poprzedników Jagiełły na tronie polskim – Władysława Łokietka i Kazimierza Wielkiego.
W dawnej literaturze utrzymywano, że ojcem chrzestnym Jagiełły był Władysław Opolczyk. Tezę taką zaproponował niemiecki historyk Jacob Caro, opierając się na zbieżności imion. Jednak analiza archiwaliów dowodzi, że książę opolski dwa dni po chrzcie przebywał w oddalonych o 90 kilometrów od Wawelu Woźnikach, gdzie podpisał dwa nadania. Musiałby zatem opuścić ślub swojego chrześniaka, co wydaje się mało prawdopodobne. Matką chrzestną została najprawdopodobniej Jadwiga Pilecka. Planowany na ojca chrzestnego był wielki mistrz zakonu krzyżackiego Konrad Zöllner von Rotenstein, który jednak złożoną propozycję odrzucił. Trzy dni później Jagiełło ożenił się z Jadwigą, a 4 marca został koronowany na króla Polski. Unia personalna dawała korzyści obu państwom; Polska miała ułatwioną ekspansję handlową na Wschód, Litwa zaś zyskała ochronę przed najazdem krzyżackim. W roku 1387 Władysław Jagiełło ufundował w Wilnie katedrę pw. św. Stanisława i św. Władysława.

### Pierwsze problemy

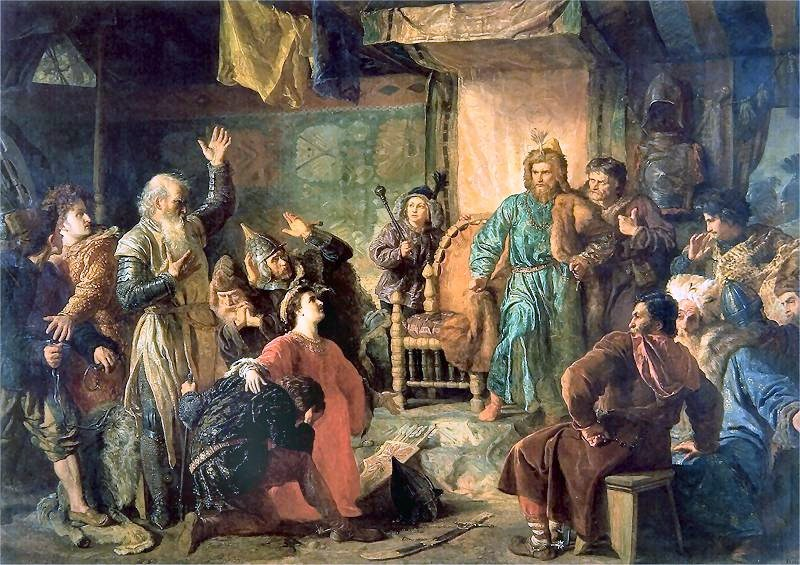
Wojciech Gerson, Kiejstut i Witold więźniami Jagiełły

Wyznaczonym nowemu królowi przez szlachtę polską priorytetem w polityce zagranicznej Polski było odzyskanie Rusi Halickiej, odebranej Koronie przez Ludwika Andegaweńskiego. W 1387 roku Jadwiga zajęła owo terytorium, natomiast Władysław Jagiełło przyjął hołd od hospodara mołdawskiego Piotra I. W tym samym roku, odparłszy dzięki Skirgielle najazd Światosława IV smoleńskiego, Władysław publicznie oznajmił bojarom decyzję o chrystianizacji Litwy; utworzone zostało biskupstwo w Wilnie, a bojarzy 22 lutego 1387 roku przyjęli chrzest. O wiele większy opór wobec nowej katolickiej wiary stawiał lud litewski, wobec którego Jagiełło postępował bezwzględnie; kazał burzyć świątynie pogańskie i niszczyć wizerunki bóstw. Jednocześnie posłusznym bojarom wielki książę nadał przywilej przyznający im pełne prawa i swobody, a ster rządów na Litwie przejął Skirgiełło.
Po odparciu kolejnych najazdów krzyżackich w latach 1388–1390, Jagiełło przejściowo rozszerzył swe wpływy na republiki: nowogrodzką oraz pskowską. Jednak ponowny konflikt z Witoldem, który wybuchł w 1389 roku, spowodował wybuch kolejnej wojny domowej. Witold bowiem ponownie wsparł Krzyżaków, dążąc do zdobycia tronu litewskiego. Ostatecznie 4 sierpnia 1392 roku w Ostrowiu zawarta została ugoda, na mocy której Witold otrzymał dożywotni tytuł namiestnika państwa litewskiego, przy zachowaniu unii polsko-litewskiej.
W 1390 roku w Pyzdrach złożył mu hołd lenny książę Warcisław VII.
Nadal przeciwko Koronie i Litwie knuły zaniepokojone zaistniałą sytuacją środowiska prokrzyżackie. Urażony z powodu utraty Rusi Halickiej Zygmunt Luksemburczyk, ówczesny władca Węgier, zaoferował Krzyżakom kupno Nowej Marchii; jednocześnie książę Władysław Opolczyk zamierzał sprzedać Zakonowi należącą do niego ziemię dobrzyńską. Jagiełło zdecydował się podjąć kroki mające na celu polityczną izolację księcia. Poparł króla niemieckiego Wacława IV w sporze z Zakonem dotyczącym arcybiskupstwa ryskiego. W maju 1391 roku Władysław Opolczyk zastawił Krzyżakom zamek w Złotorii co doprowadziło do konfliktu z Jagiełłą. W związku z tym w 1391 roku Krystyn z Ostrowa zajął ziemię gniewkowską, a następnie całą ziemię dobrzyńską z Dobrzyniem i Rypinem, oprócz zamku w Bobrownikach. Wojska królewskie pod wodzą Spytka z Melsztyna w sierpniu i wrześniu zdobyły zamki w Olsztynie, Krzepicach, Brzeźnicy, Wieluniu i do października zajęły wszystkie ziemie Opolczyka w ziemi wieluńskiej, sieradzkiej i krakowskiej, z wyjątkiem zamków w Bolesławcu i Ostrzeszowie. W lipcu 1392 r. Władysław Opolczyk zastawił Krzyżakom swoje prawa do ziemi dobrzyńskiej, co w styczniu 1393 roku doprowadziło do kolejnej wojny Jagiełły z Opolczykiem, który stracił zamek w Ostrzeszowie oraz poparcie bratanków: Jana Kropidły, Bolesława IV i Bernarda, którzy podpisali rozejm z Jagiełłą. Kolejne wyprawy Spytka z Melsztyna i Jana z Tęczyna spowodowały, że Opolczyk w kwietniu 1394 roku podpisał rozejm, który zawiesił starcia do lipca 1396, gdy wojska królewskie podjęły ofensywę i zdobyły Strzelce Opolskie, Gorzów Śląski, Olesno, Lubliniec i posiadłości Opolczyka na Kujawach. W 1395 roku Jagiełło zawarł traktat sojuszniczy z książętami pomorskimi Świętoborem I i Bogusławem VIII. Jadwiga z kolei zgłosiła roszczenia do tronu węgierskiego po śmierci żony Zygmunta, przez co był on zmuszony do koncentracji swych sił na granicy z Polską. W 1397 roku Jagiełło podpisał w Starej Wsi Spiskiej na 16 lat traktat pokojowy z Zygmuntem Luksemburskim, który objął też Opolczyka. Tymczasem Jadwiga pertraktowała z Zakonem w sprawie zwrotu zastawionej przez księcia opolskiego ziemi dobrzyńskiej, jednak zjazd w 1398 roku w Toruniu zakończył się niepowodzeniem.
Tymczasem Witold konsekwentnie dążył do separacji Litwy związanej unią z Koroną. W październiku 1398 roku zawarł z Krzyżakami pokój na wyspie Salin, oddając im we władanie Żmudź, sam zaś skoncentrował się na ekspansji na wschód. Został jednak pokonany przez wojska mongolskie w 1399 roku w bitwie nad rzeką Worsklą. Skomplikowaną sytuację zarówno Korony, jak i Litwy pogłębiła śmierć Jadwigi 17 lipca 1399 roku.
Pozbawiony oparcia w Jadwidze Jagiełło prowadził odtąd samodzielną politykę. 26 lipca 1400 roku ufundował odnowiony uniwersytet w Krakowie, nazwany później na jego cześć Uniwersytetem Jagiellońskim. Zimą 1400 roku doprowadził do spotkania z Witoldem, na którym przyznał mu dożywotnio tytuł wielkiego księcia litewskiego; postanowienia te umocnił układ zawarty 11 marca 1401 roku w Radomiu. Po unii wileńsko-radomskiej Jagiełło podpisał w 1404 roku pokój z Zakonem w Raciążku, przyznający Polsce prawo do wykupienia ziemi dobrzyńskiej.

### Wielka wojna

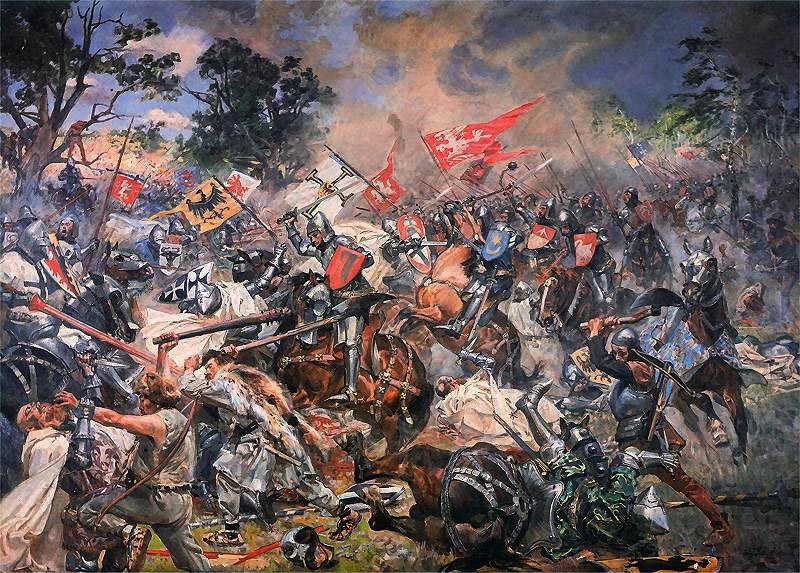
Wojciech Kossak, Grunwald, 1931

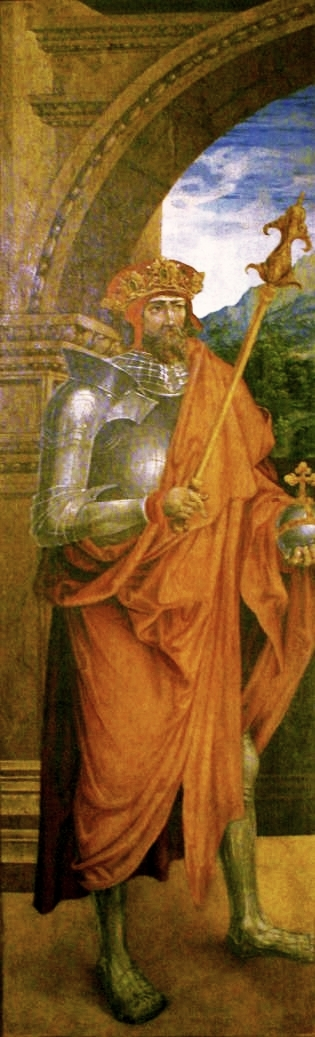
Hans von Kulmbach, Władysław Jagiełło, XVI w.

Pokój w Raciążku stanowił chwilę wytchnienia dla Jagiełły i Witolda. Wkrótce po nim wybuchły jednak kolejne spory z Zakonem. Jagiełło domagał się praw do należącego do Zakonu Drezdenka, z kolei Witold dążył do odzyskania Żmudzi. Obaj władcy w 1408 roku ustalili, że wywołają powstanie na Żmudzi i sprowokują Zakon do wypowiedzenia wojny Polsce i Litwie. Wybuchła zatem rewolta na spornym terenie. Wiosną 1409 roku w odwecie siły Zakonu przejęły statki polskie ze zbożem dla Litwy. W odpowiedzi Witold wysłał swe wojska do Żmudzi, by wesprzeć powstańców. Poselstwu krzyżackiemu, które domagało się wyjaśnień w tej sprawie, Jagiełło udzielił wymijającej odpowiedzi. Sprowokowany Zakon ogłosił wypowiedzenie wojny, co stawiało Polskę i Litwę w pozycji prowadzących wojnę obronną (sprawiedliwą).
Zakon energicznie podszedł do wielkiej wojny. Jeszcze w 1409 roku zajęta została ziemia dobrzyńska. W celu pokonania Polski i Litwy Krzyżacy pod wodzą Ulricha von Jungingena zawarli sojusz z Zygmuntem Luksemburskim, na ich stronę przeszły również państwa pomorskie. Wsparcia mieli też udzielić krzyżacy z inflanckiej gałęzi zakonu, ale z powodu ich obaw przed atakiem ze strony Nowogrodu i Pskowa, posiłki z Inflant nie dotarły. Działania wojenne ze strony polsko-litewskiej Jagiełło rozpoczął w pierwszej połowie 1410 roku; 30 czerwca przeprawił swoje siły przez Wisłę na zbudowanym moście pod Czerwińskiem. Siły polsko-litewskie oraz krzyżackie spotkały się 15 lipca 1410 roku pod Grunwaldem. W wyniku wielkiej bitwy siły krzyżackie zostały rozgromione; śmierć poniósł Ulrich von Jungingen.
Zwycięstwo jednak nie zostało wykorzystane. Polskie siły bezskutecznie oblegały stolicę Zakonu – Malbork, a w końcu były zmuszone do podpisania z nim pokoju w Toruniu.
29 sierpnia 1410 roku złożył Władysławowi Jagielle hołd lenny książę Bogusław VIII.
Na mocy pokoju toruńskiego Litwa odzyskała wprawdzie Żmudź, ale tylko do końca żywota Jagiełły i Witolda. Ziemia dobrzyńska powróciła do korony. Nie udało się odzyskać Pomorza Gdańskiego, kontrolowanego przez Zakon od 1309 roku; w zamian za to Krzyżacy wypłacili wysoką kontrybucję. Po raz pierwszy jednak Zakon przegrał wojnę z Polską, a jego siła militarna została złamana.

### Polityka zagraniczna po wielkiej wojnie
Mimo podpisania pokoju między stroną polsko-litewską a Krzyżakami nadal trwał spór z Zakonem. Jagiełło próbował złamać sojusz Zygmunta Luksemburczyka, wtedy już króla niemieckiego, z zakonem krzyżackim. Efektem tego było podpisanie 15 marca 1412 roku traktatu w Lubowli. Na jego mocy, za cenę podania w wątpliwość praw Korony do Rusi Halickiej i Podola, Jagiełło zyskał zgodę Zygmunta na uwzględnienie sporu z Krzyżakami w królewskim sądzie polubownym; pół roku później król niemiecki zastawił Polsce 13 miast spiskich w zamian za pożyczkę udzieloną przez Jagiełłę. Sąd polubowny, rozpatrujący spór polsko-krzyżacki do 1414 roku, nie wydał ostatecznie wyroku, co spowodowało wybuch krótkotrwałej wojny w 1414 roku, przerwanej na prośbę Zygmunta. W międzyczasie Jagiełło zdecydował się umocnić unię polsko-litewską. W 1413 roku zawarta została unia w Horodle. Na jej mocy oba państwa prowadziły wspólną politykę zagraniczną, bojarstwo zrównano w prawach ze szlachtą polską, a administrację litewską zorganizowano na wzór polskiej.
Po niepowodzeniach sądu polubownego Jagiełło poszukiwał rozstrzygnięcia sporu z zakonem krzyżackim na soborze w Konstancji, na który wysłał polską delegację z arcybiskupem gnieźnieńskim Mikołajem Trąbą na czele. Poruszona została tam sprawa pogańskiej Żmudzi, której chrystianizacja faktycznie rozpoczęła się dopiero po jej odzyskaniu przez Litwę. W obronie pogan Paweł Włodkowic napisał traktat O władzy cesarza i papieża w stosunku do wiernych, w którym bronił praw innowierców do zakładania własnych państw i do obrony przed najazdami. Sporu polsko-krzyżackiego na soborze nie udało się rozstrzygnąć, ale paszkwil prokrzyżacki Jana Falkenberga skierowany przeciwko Polsce osłabił pozycję Zakonu na arenie międzynarodowej.
Jagiełło ponownie był zmuszony uciec się do sądu Zygmunta Luksemburskiego, który w styczniu 1420 roku we Wrocławiu wydał wyrok niekorzystny dla Polski i zatwierdził postanowienia pokoju w Toruniu. Król Polski podjął więc działania zmierzające do przełamania izolacji politycznej Polski na arenie międzynarodowej. W tym celu delegacja polska poprosiła papieża Marcina V o rozstrzygnięcie sporu polsko-krzyżackiego. Rokowania jednak nie pomogły i w 1422 roku znowu wybuchła wojna (tzw. wojna golubska), przerwana pokojem nad jeziorem Melno. Na jego mocy Polska otrzymała Nieszawę, Murzynowo i Orłowo, natomiast Litwa definitywnie zachowała Żmudź. Jagiełło zawarł też w 1422 roku sojusz z margrabią brandenburskim Fryderykiem I Hohenzollernem. Rozważał również propozycję objęcia tronu czeskiego ze strony walczących z Zygmuntem husytów, którą ostatecznie odrzucił. Wysłał jednak przedstawiciela Zygmunta Korybutowicza do Pragi, gdzie objął on tymczasową władzę. Król niemiecki był zmuszony do ustępstw; podczas spotkania w Kieżmarku w 1423 roku zobowiązał się nie wspierać Zakonu, natomiast Jagiełło miał przestać udzielać wsparcia husytom. Wespół z objęciem stanowiska biskupa krakowskiego przez proluksemburskiego Zbigniewa Oleśnickiego wpłynęło to na zwrot w stosunkach z Zygmuntem Luksemburskim.

### Walka o utrzymanie dynastii
Pierwsze trzy żony władcy nie urodziły mu syna, którego urodziła mu dopiero czwarta żona Zofia Holszańska. Gdy 31 października 1424 roku narodził się pierworodny syn Jagiełły, Władysław, polityka króla została podporządkowana staraniom o zapewnienie synowi sukcesji. Władysław Jagiełło nie miał dziedzicznych praw do tronu Polski i zasiadał na tronie tylko dzięki prawom sukcesyjnym swojej poprzedniej żony Jadwigi i możnowładcy nie musieli przekazać praw do tronu jego synowi. Najpierw Jagiełło uzyskał na to zgodę miast, a następnie ustąpił przed żądaniami polskiej szlachty i w zamian za wyrażenie przez nią zgody na sukcesję syna nadał jej liczne przywileje. W 1430 r. wydał w Jedlni przywilej, który nadawał szlachcie nietykalność osobistą (zasada Neminem captivabimus nisi iure victum). Gdy na zjeździe w Łucku w 1429 roku Zygmunt Luksemburski wysunął propozycję koronacji Witolda na króla, Jagiełło wsparł te plany, obawiając się reakcji Litwinów. Przeciwko koronacji Witolda wystąpiła jednak szlachta polska oraz Oleśnicki. Witold zmarł 27 października 1430 roku, ostatecznie nie doczekawszy koronacji.
Na wielkiego księcia litewskiego Jagiełło wyznaczył swego najmłodszego brata Świdrygiełłę, co jednak wzbudziło gwałtowną reakcję polskiej szlachty, gdyż łamało to postanowienia unii w Horodle. Po śmierci Witolda Świdrygiełło opanował kilka warowni na Litwie oraz uwięził Jagiełłę z dworem w Trokach skłaniając go do ustępstwa co sankcjonowała ugoda trocka z 30 listopada 1430 roku. Korzystając z zamieszania wojska koronne zajęły wówczas Zachodnie Podole z Kamieńcem na czele usuwając stamtąd litewskiego starostę. Na dodatek Świdrygiełło zawarł przymierze z Zakonem, wskutek czego doszło do wyprawy Jagiełły przeciwko zbuntowanemu bratu w 1431 roku i kolejnej wojny z Krzyżakami.
Sprawę sukcesji w Polsce i na Litwie rozstrzygnął zjazd w Sieradzu w 1432 roku. Król wówczas zyskał od panów polskich – za cenę przywilejów – zgodę na koronację Władysława tuż po własnej śmierci, a także uznana została władza Świdrygiełły na Litwie. Mimo to problematyczny wielki książę nie zerwał sojuszu z Krzyżakami. Wówczas 1 września 1432 roku w zamachu stanu na Litwie władzę objął Zygmunt Kiejstutowicz. 15 września poselstwo królewskie spisało unię w Grodnie, w której zabroniło wielkiemu księciu dziedziczenia tronu litewskiego oraz wymusiło na nim zerwanie sojuszu z Zakonem. Jagielle nie udało się zapewnić dziedziczenia tronu swemu synowi, który miał być wybrany w ramach elekcji. Krótkotrwały sojusz z husytami w latach 1432–1434, który doprowadził do zawarcia z Zakonem rozejmu w Łęczycy, został przerwany po bitwie pod Lipanami, w wyniku której Zygmunt Luksemburski odzyskał władzę w Czechach.

## Śmierć
Jak donosi Jan Długosz, w drodze na Ruś król zatrzymał się w Medyce, gdzie przeziębił się, słuchając śpiewu słowików. Władysław II Jagiełło zmarł 1 czerwca 1434 roku w Gródku. Jego zwłoki zostały przywiezione do Krakowa 11 czerwca, gdzie złożono je do czasu pogrzebu w kościele św. Michała. Ciało pogrzebano na Wawelu tydzień później; uroczystości pogrzebowe poprowadził arcybiskup gnieźnieński Wojciech Jastrzębiec. Serce królewskie zostało pochowane w kościele franciszkanów w Gródku Jagiellońskim. Po Władysławie II Jagielle królem Polski został jego 10-letni syn Władysław III Warneńczyk.

## Żony, dzieci, osobowość władcy
Władysław II Jagiełło był czterokrotnie żonaty. Pierwszą jego żoną została 18 lutego 1386 roku Jadwiga Andegaweńska. Jego jedyne dziecko w związku z nią, Elżbieta Bonifacja, zmarło 13 lipca 1399 roku po trzech tygodniach od narodzin; 17 lipca tego samego roku żywota dokonała sama królowa. Dotychczas podstawą rządów Jagiełły było de iure małżeństwo z Jadwigą jako królem Polski. W związku z tym, po śmierci Jadwigi, Jagiełło był niepewny swojej pozycji na tronie. Jadwiga, przeczuwając swoją śmierć, zaleciła Jagielle, aby ten ożenił się z Anną z Celje, córką hrabiego Celje Wilhelma, w Polsce zwaną Anną Cylejską. Anna była wnuczką Kazimierza Wielkiego, więc jej pokrewieństwo z Piastami zapewnić miało królowi utrzymanie tronu. Anna Cylejska była według podań nieurodziwa, stąd Jagiełło początkowo był do niej negatywnie nastawiony. Do ślubu z Anną Cylejską doszło 29 stycznia 1402 r. Anna zmarła w 1416 roku, Jagiełło miał z nią córkę Jadwigę. Jan Długosz owo małżeństwo uznał za udane.
Dwa pierwsze małżeństwa Jagiełły były zawarte z pobudek politycznych. Po śmierci Anny król poślubił 2 maja 1417 roku w Sanoku Elżbietę Granowską, córkę Ottona z Pilczy, którą tym razem sam sobie obrał jako żonę. Małżeństwo to wywołało skandal, jako że Jagiełło pojął za żonę trzykrotną wdowę. Zmarła ona w 1420 roku. Wówczas Jagiełło ożenił się po raz czwarty – z Zofią Holszańską, córką księcia Andrzeja Holszańskiego. Z małżeństwa z nią narodzili się trzej synowie: Władysław, Kazimierz (zmarł rok po narodzeniu.) oraz Kazimierz Andrzej.
| Obraz | Imię                 | Data urodzenia | Data zawarcia małżeństwa | Data śmierci | Dzieci ze związku                                             |
| ----- | -------------------- | -------------- | ------------------------ | ------------ | ------------------------------------------------------------- |
|       | Jadwiga Andegaweńska | 1373/1374      | 1386                     | 1399         | Elżbieta Bonifacja                                            |
|       | Anna Cylejska        | 1380/1381      | 1402                     | 1416         | Jadwiga Jagiellonka                                           |
|       | Elżbieta Granowska   | ok. 1372       | 1417                     | 1420         | brak                                                          |
|       | Zofia Holszańska     | ok. 1405       | 1422                     | 1461         | Władysław III Warneńczyk Kazimierz Kazimierz IV Jagiellończyk |

Jagiełło pod względem osobowości był różnie oceniany przez współczesnych. O ile mistrz Mikołaj Kozłowski oceniał go jako osobę wstrzemięźliwą i łagodną, o tyle Jan Długosz przedstawiał go jako człowieka ograniczonego, „prostaka” i „barbarzyńcę”, krytykując również jego zamiłowanie do polowań; kronikarz doceniał jednak łagodność Jagiełły, skromność jego ubioru i abstynencję. Był ostrożny i roztropny w działaniu. Posiadał wielką trzeźwość umysłu i niechęć do zewnętrznej pompy władzy. Był mądry i rycerski. Podawany jest także w wątpliwość przekaz Długosza o barbarzyństwie króla; na podstawie rachunków królewskich wnosi się, że król ubierał się i jadał zgodnie z ówczesną modą. Jagiełło pił jedynie wodę i często zażywał gorącej łaźni.

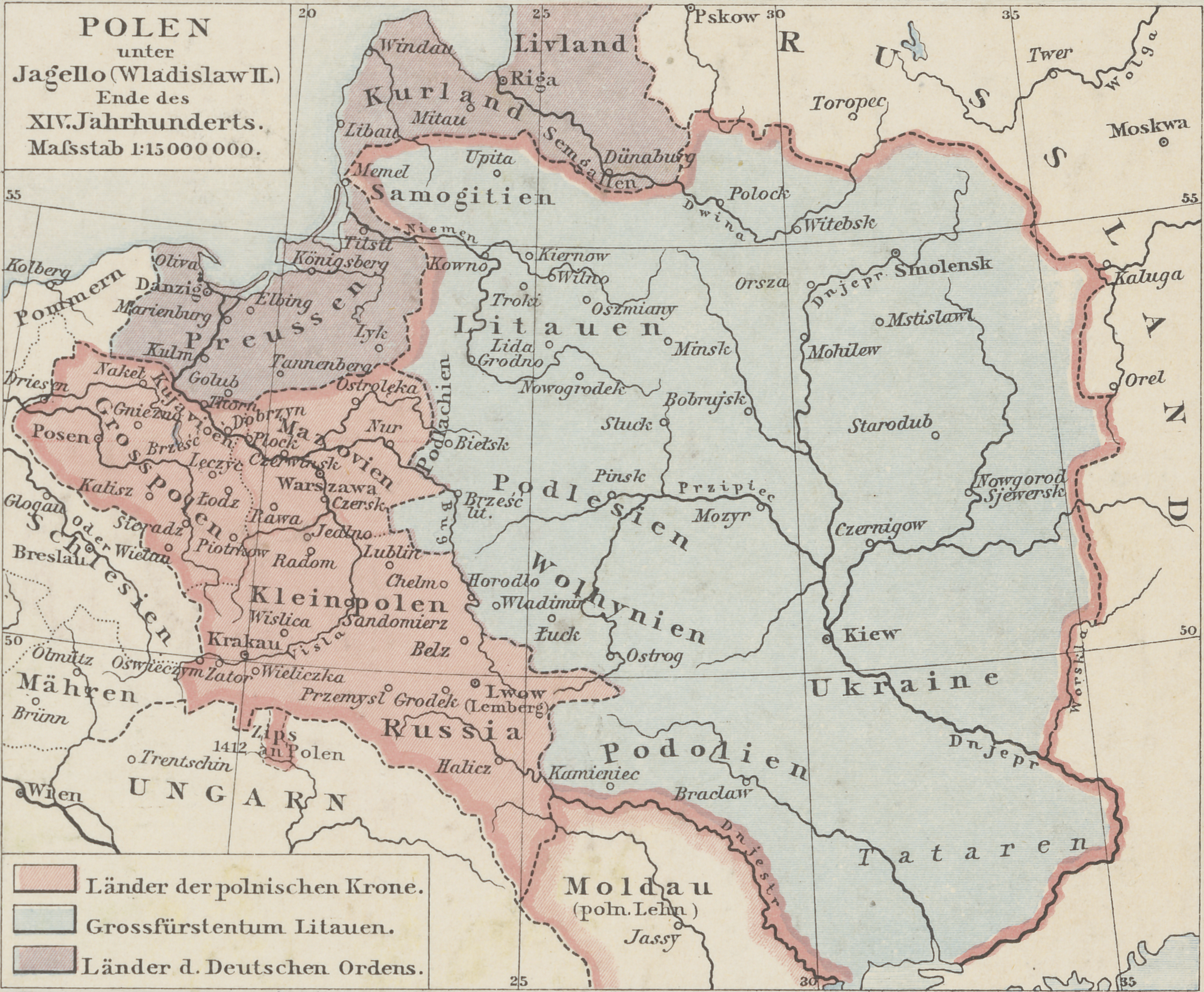
Obszar państwa w okresie panowania Władysława Jagiełły. Mapa pochodzi z XIX-wiecznego atlasu niemieckiego historyka Gustava Droysena

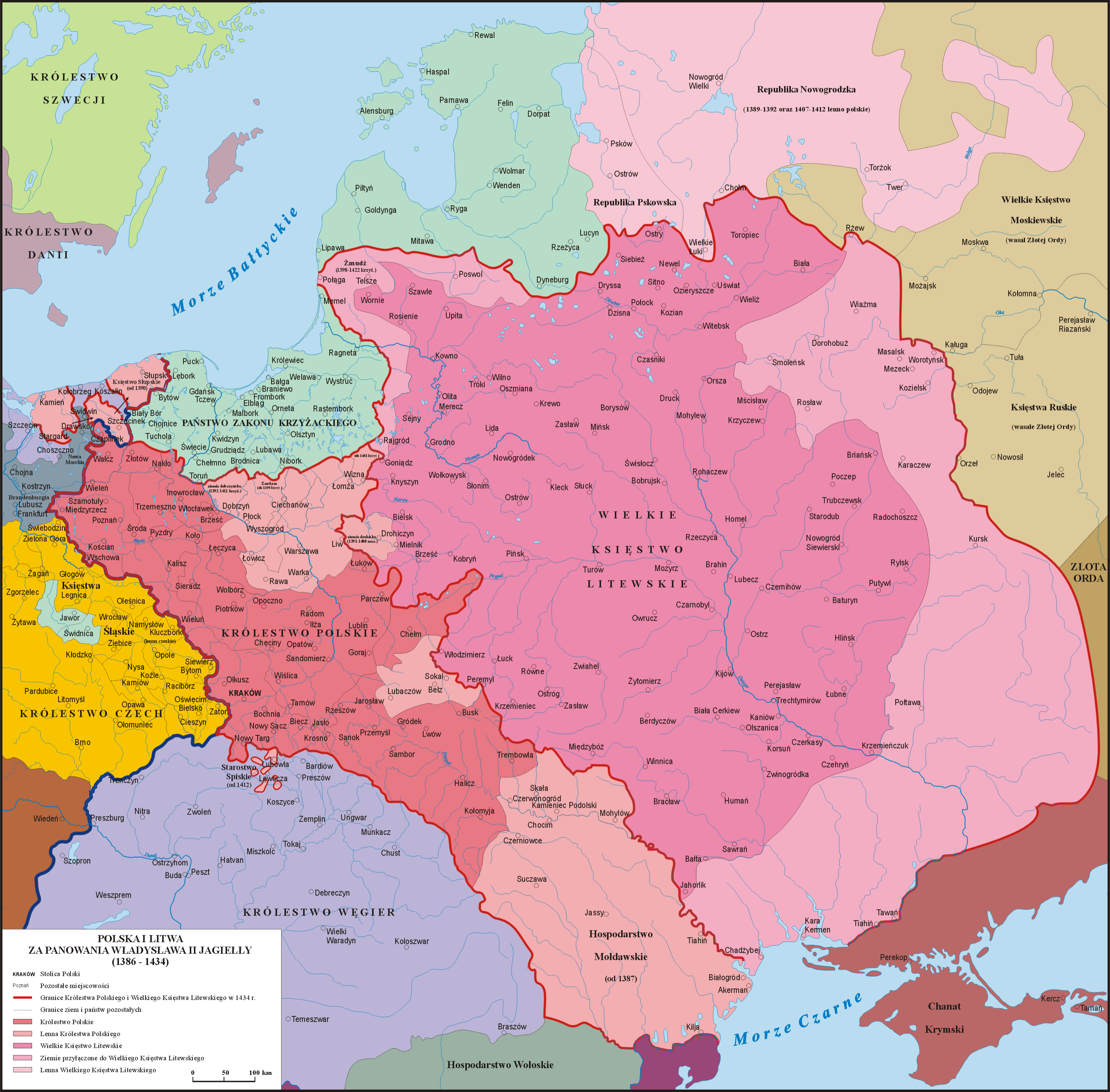
Polska i Litwa w okresie panowania Władysława Jagiełły

## Bilans panowania
Władysław II Jagiełło odziedziczył trony Polski i Litwy znajdujące się w trudnej sytuacji politycznej. Udało mu się jednak zhołdować Mołdawię, złamać potęgę militarną zakonu krzyżackiego i zawrzeć sojusz z wrogą dotąd Brandenburgią, który przełamywał izolację Polski na arenie międzynarodowej. Nie szło to wszakże z istotnymi nabytkami terytorialnymi; za panowania Jagiełły do Korony przyłączone zostały ziemia dobrzyńska i Kujawy, natomiast nie udało się zdobyć Pomorza Gdańskiego. Również Litwa otrzymała jedynie Żmudź utraconą za sprawą Witolda. Mimo to pozostawione przez Jagiełłę państwo polsko-litewskie było względnie bezpieczne, a także stanowiło najpotężniejszą terytorialnie monarchię europejską. Do zasług Jagiełły należy też umocnienie więzi między Polską i Litwą i chrystianizacja Litwy.
Obejmując tron polski, Jagiełło znalazł się w niekorzystnej sytuacji do sprawowania rządów, gdyż nie posiadał w Polsce oddanych doradców. Sytuacja ta zmieniła się jednak na jego korzyść; w miarę panowania otoczył się takimi osobistościami, jak Mikołaj Trąba, Mikołaj Kurowski i Wojciech Jastrzębiec. Nadal wszakże znajdował grono przeciwników wewnętrznych, skupionych wokół Zbigniewa Oleśnickiego. Wydatnie do osłabienia władzy Jagiełły jako króla Polski przyczyniły się przywileje nadawane szlachcie w celu utrzymania dynastii w Polsce: piotrkowski (1388), czerwiński (1422), brzeski (1425) oraz jedlneńsko-krakowski (1430, 1433).
Panowaniu Władysława Jagiełły towarzyszył natomiast dynamiczny rozwój demograficzny oraz gospodarczy Polski. Unia polsko-litewska doprowadziła do wzmożenia wymiany gospodarczej między obojgiem państw. Król hojnie wspierał działalność misyjną w Polsce i na Rusi, czym zyskał jako neofita sojusznika w Kościele katolickim. Mimo że Jagiełło był analfabetą, przyczynił się do rozwoju kultury polskiej, odnawiając podupadający uniwersytet w Krakowie. W 1393 Jagiełło zdecydował się przeprowadzić reformę pieniądza, w wyniku której podjęto emisję srebrnej monety o wartości 3 denarów (a więc pół grosza), zwanej „kwartnikiem dużym” lub częściej „półgroszem”.

## Genealogia
| Giedymin ur. ok. 1275 zm. zima 1341 | Giedymin ur. ok. 1275 zm. zima 1341 |                                   |                                   | Jewna ur. ok. 1280 zm. 1344 | Jewna ur. ok. 1280 zm. 1344 |  |  | Aleksander twerski ur. 1301 zm. 22 X 1339 | Aleksander twerski ur. 1301 zm. 22 X 1339 |                                               |                                               | Anastazja halicka zm. 20 XI 1365 | Anastazja halicka zm. 20 XI 1365 |
|                                     |                                     |                                   |                                   |                             |                             |  |  |                                           |                                           |                                               |                                               |                                  |                                  |
|                                     |                                     |                                   |                                   |                             |                             |  |  |                                           |                                           |                                               |                                               |                                  |                                  |
|                                     |                                     | Olgierd ur. ok. 1296 zm. maj 1377 | Olgierd ur. ok. 1296 zm. maj 1377 |                             |                             |  |  |                                           |                                           | Julianna twerska ur. ok. 1330 zm. jesień 1392 | Julianna twerska ur. ok. 1330 zm. jesień 1392 |                                  |                                  |
|                                     |                                     |                                   |                                   |                             |                             |  |  |                                           |                                           |                                               |                                               |                                  |                                  |
|                                     |                                     |                                   |                                   |                             |                             |  |  |                                           |                                           |                                               |                                               |                                  |                                  |
|                                     |                                     |                                   |                                   |                             |                             |  |  |                                           |                                           |                                               |                                               |                                  |                                  |

| 1 Jadwiga Andegaweńska ur. 1374 zm. 17 VII 1399 OO 18 II 1386 | 1 Jadwiga Andegaweńska ur. 1374 zm. 17 VII 1399 OO 18 II 1386 | 2 Anna Cylejska ur. 1380/1381 zm. 20/21 III 1416 OO 29 I 1402 | 2 Anna Cylejska ur. 1380/1381 zm. 20/21 III 1416 OO 29 I 1402 | Władysław II Jagiełło ur. ok. 1352 (1362) zm. 1 VI 1434 | Władysław II Jagiełło ur. ok. 1352 (1362) zm. 1 VI 1434 | 3 Elżbieta Granowska ur. 1372 zm. 12 V 1420 OO 2 V 1417 | 3 Elżbieta Granowska ur. 1372 zm. 12 V 1420 OO 2 V 1417 | 4 Zofia Holszańska ur. ok. 1405 zm. 21 IX 1461 OO 7 II 1422 | 4 Zofia Holszańska ur. ok. 1405 zm. 21 IX 1461 OO 7 II 1422 |
|                                                               |                                                               |                                                               |                                                               |                                                         |                                                         |                                                         |                                                         |                                                             |                                                             |
|                                                               | 1                                                             |                                                               | 2                                                             |                                                         | 4                                                       |                                                         | 4                                                       |                                                             | 4                                                           |
| Elżbieta Bonifacja ur. 22 VI 1399 zm. 13 VII 1399             | Elżbieta Bonifacja ur. 22 VI 1399 zm. 13 VII 1399             | Jadwiga ur. 8 IV 1408 zm. 8 XII 1431                          | Jadwiga ur. 8 IV 1408 zm. 8 XII 1431                          | Władysław III Warneńczyk ur. 31 X 1424 zm. 10 XI 1444   | Władysław III Warneńczyk ur. 31 X 1424 zm. 10 XI 1444   | Kazimierz ur. 16 V 1426? zm. 2 III 1427?                | Kazimierz ur. 16 V 1426? zm. 2 III 1427?                | Kazimierz IV Jagiellończyk ur. 30 XI 1427 zm. 7 VI 1492     | Kazimierz IV Jagiellończyk ur. 30 XI 1427 zm. 7 VI 1492     |

## Władysław Jagiełło w kulturze

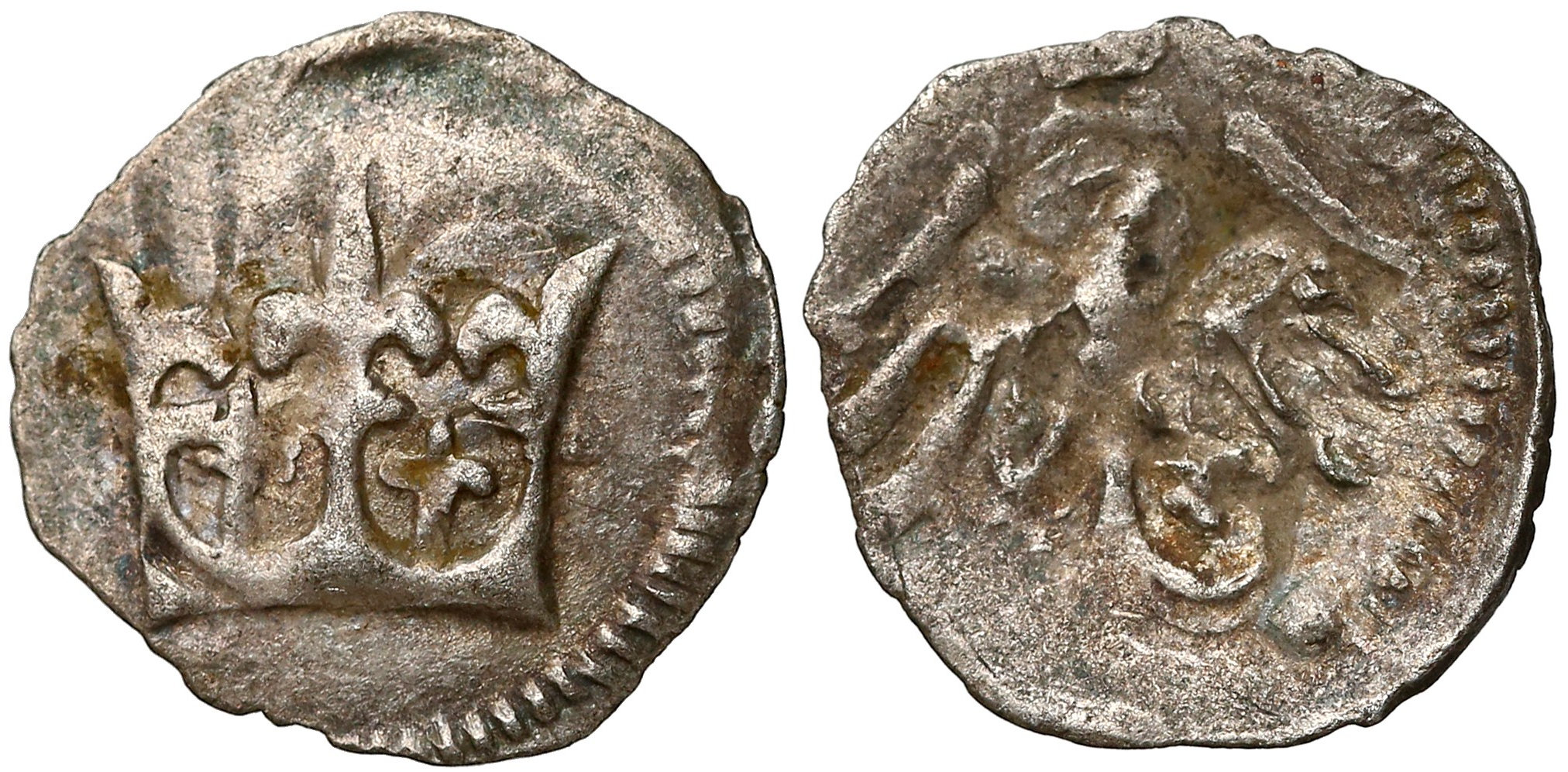
Denar koronny Władysława Jagiełły

### Literatura popularna
Władysław Jagiełło stał się bohaterem powieści; dedykowano mu utwory artystyczne oraz dzieła sztuki:
- Semko (1882) – powieść historyczna autorstwa Józefa Ignacego Kraszewskiego z cyklu Dzieje Polski, poświęcona dojściu Jagiełły do władzy w Królestwie Polskim[64] .
- Matka królów (1883) – powieść Kraszewskiego z cyklu Dzieje Polski, poświęcona czwartej żonie Jagiełły Zofii Holszańskiej[65] .
- Krzyżacy – powieść historyczna Henryka Sienkiewicza napisana w latach 1897–1900 i poświęcona wojnie polsko-krzyżackiej.
- Gdy Jagiełło szedł na Niemce. Powieść historyczna z XV wieku Włodzimierza Trąmpczyńskiego.
- Królewskie sny – powieść Józefa Hena (1989) na podstawie własnego scenariusza serialu telewizyjnego.

### Film
Postać Władysława Jagiełły ukazano w produkcjach:

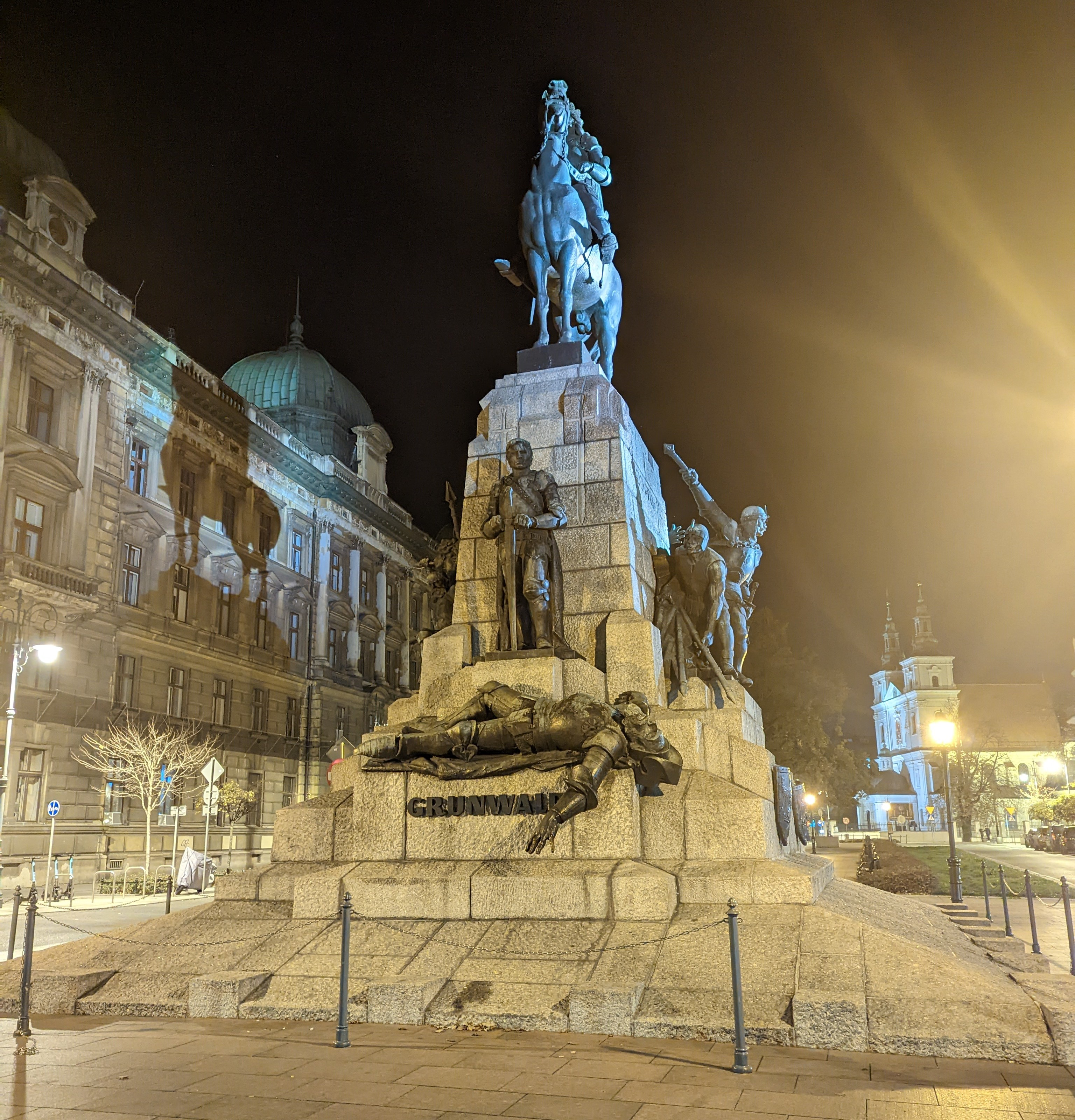
Pomnik Grunwaldzki w Krakowie

- Pomnik Grunwaldzki w KrakowieKrzyżacy – polski film historyczny w reżyserii Aleksandra Forda z 1960 roku oparty na powieści Henryka Sienkiewicza o tym samym tytule, w którym w postać Władysława Jagiełły wcielił się Emil Karewicz.
- Królewskie sny – ośmioodcinkowy serial telewizyjny z 1988 roku w reżyserii Grzegorza Warchoła i według scenariusza Józefa Hena (który później przerobił go na powieść) z udziałem Gustawa Holoubka, który zagrał króla Władysława Jagiełłę.
- Korona królów – polska telenowela historyczna emitowana w latach 2018–2020. W trzecim sezonie w postać Władysława Jagiełły wcielił się ukraiński aktor Wasyl Wasyłyk, a Jagiełłę w wieku dziecięcym zagrał Bruno Rajski.
- Korona królów. Jagiellonowie – polska telenowela historyczna, kontynuacja poprzednich sezonów Korony królów, emitowana od stycznia 2023 roku. W postać Władysława Jagiełły wcielił się Sebastian Skoczeń, a Jagiełłę w wieku dziecięcym zagrał Franciszek Kalinowski.